# Ekambara kuppam
Ekambara kuppam là một thị trấn thống kê (census town) của quận Chittoor thuộc bang Andhra Pradesh, Ấn Độ.

## Nhân khẩu
Theo điều tra dân số năm 2001 của Ấn Độ, Ekambara kuppam có dân số 6797 người. Phái nam chiếm 51% tổng số dân và phái nữ chiếm 49%. Ekambara kuppam có tỷ lệ 67% biết đọc biết viết, cao hơn tỷ lệ trung bình toàn quốc là 59,5%: tỷ lệ cho phái nam là 77%, và tỷ lệ cho phái nữ là 56%. Tại Ekambara kuppam, 15% dân số nhỏ hơn 6 tuổi.